# 대한문전
대한문전(大韓文典)은 유길준이 1909년(융희 3년)에 지은 근대적인 문법책이다. 대한문전은 품사를 8종으로 나누어 문장 구조를 분류하였다. 서구어의 문법을 국어에 적용한 최초의 문법책으로, 근대 국어 문법 형성에 많은 영향을 끼쳤다.
대한문전은 총설, 언어론, 문법론의 3편으로 구성되어있다.

## 같이 보기
- 한국어 운동의 역사